# بوکو (زاکسن-آنهالت)
بوکو (به آلمانی: Buko) یک منطقهٔ مسکونی در آلمان است که در کسویگ (آنهالت) واقع شده‌است. بوکو ۱۸۱ نفر جمعیت دارد.